# Balmes birmanus
Balmes birmanus is een insect uit de familie van de Psychopsidae, die tot de orde netvleugeligen (Neuroptera) behoort. 
Balmes birmanus is voor het eerst wetenschappelijk beschreven door McLachlan in 1891.